# 孔灵运
孔灵运（？—？），会稽山阴人，孔子二十八代孙，孔季恭之子，孔山士、孔灵符、孔道穰的兄弟，官至著作郎。有子孔琇之。